# Ludvig Schytte
Ludvig Schytte (ur. 28 kwietnia 1848 w Århus, zm. 10 listopada 1909 w Berlinie) – duński kompozytor, pianista i pedagog. 
Studiował w Kopnehadze u Nielsa Wilhelma Gadego i Edmunda Neuperta. W roku 1884 wyjechał do Weimaru, gdzie studiował razem z Ferencem Lisztem. Od 1886 do 1907 przebywał w Wiedniu, a od 1907 aż do śmierci w Berlinie. Pisał głównie sonaty i utwory pedagogiczne.

## Dzieła fortepianowe
- Koncert Fortepianowy op. 28.
- Sonata (B dur) Op.53 .
- 25 małych Etiud op. 108.
- Nuits en Espagne - Charakterystyczne utwory fortepianowe na cztery ręce , Op. 114